# Festuca forrestii
Festuca forrestii är en gräsart som beskrevs av St.-yves. Festuca forrestii ingår i släktet svinglar, och familjen gräs. Inga underarter finns listade i Catalogue of Life.